# Paolo Di Lauro
Paolo Di Lauro (Napoli, 26 agosto 1953) è un mafioso italiano, fondatore del clan Di Lauro di Napoli.
Soprannominato "Ciruzzo 'o Milionario" negli ambienti malavitosi, fu chiamato in questo modo da Luigi Giuliano, quando una sera, ad un tavolo di poker, vide vari biglietti di centomila lire cadere dalla tasca di Di Lauro, ed esclamò: «E chi è venuto, Ciruzzo 'o Milionario?». Soprannominato anche  il boss senza volto, per aver esercitato gran parte delle proprie attività criminali da nascosto, facendosi vedere soltanto dai membri fedelissimi del suo clan, ovvero quelli di cui più si fidava. È considerato a capo del clan Di Lauro di Secondigliano e Scampia, alla periferia nord di Napoli, ovvero uno dei boss più potenti della camorra. Ha avuto 10 figli tutti maschi da Luisa D'Avanzo.

## Biografia

### Le origini
Già nei primi anni ottanta, nel pieno della guerra tra Nuova Camorra Organizzata e le famiglie che si opposero al cartello cutoliano, Di Lauro faceva parte della Nuova Fratellanza o Fratellanza napoletana, un cartello di famiglie malavitose di Napoli fondato dal clan Giuliano, in seguito egemone anche nell'hinterland con la nascita del sodalizio criminale noto come Nuova Famiglia. L'inizio della sua scalata al gotha della camorra è collegata con l'omicidio di Aniello La Monica (3 novembre 1944 - 1º maggio 1982), referente di Michele Zaza.

### La carriera criminale
Negli anni novanta portò avanti una guerra di camorra contro il clan Ruocco di Mugnano, che produsse diversi morti in pochi mesi. Si mantenne distante in quegli anni dalla potente organizzazione detta "Alleanza di Secondigliano", pur senza entrare mai in conflitto con le famiglie del cartello. Grazie all'indiscutibile carisma che esercitava sui giovani pregiudicati ed alle difficili condizioni economiche della periferia a nord di Napoli, riuscì ad attorniarsi di un numero di affiliati che non aveva pari tra gli altri clan cittadini, prendendo il potere militare e territoriale nelle palazzine della famigerata 167 di Scampia, zona considerata uno dei principali mercati del traffico di droga d'Europa. Il clan cominciò ad assumere una forma sempre più verticistica con a capo il boss, abilissimo a non trattare mai personalmente né con i propri affiliati, né con i capi di altre organizzazioni.

### La faida di Scampia
Ad inizio anni 2000, diverse nuove leve del clan assunsero maggiore autonomia decisionale, prendendo le redini delle più importanti attività del gruppo e rinnovando il parco dei capi-piazza con elementi giovani a loro fidati. Queste decisioni, insieme a vari dissidi di natura personale tra i boss dell'organizzazione, portarono poi alla guerra di camorra conosciuta con il nome di "faida di Scampia", in cui Paolo Di Lauro ebbe un ruolo marginale e fu influente solo nelle fasi finali dello scontro, fungendo da mediatore tra le parti ostili; aveva lasciato il clan nelle mani del primogenito Cosimo in seguito alla morte dell'ultimo figlio Domenico per un incidente in moto e si era rifugiato nel casertano protetto dai Casalesi.
Divenne ufficialmente latitante il 23 settembre 2002 e venne poi inserito nell'elenco dei trenta latitanti più pericolosi d'Italia. Fu catturato il 16 settembre 2005 dai Carabinieri in un appartamento di via Canonico Cosimo Stornaiuolo 16 a Secondigliano, a poca distanza da via Cupa dell'Arco, il "regno" della cosca. Gli investigatori seguirono una donna, che fungeva da vivandiera e badante, sulla base di un input acquisito da una fonte confidenziale dagli agenti del SISDE.

### Le condanne
Condannato a 29 anni dalla I Sezione del Tribunale di Napoli, a dicembre del 2011 la Settima Corte d'Appello confermò la condanna a Paolo Di Lauro dopo che la Corte di cassazione aveva annullato già il verdetto di secondo grado (per gli imputati fu esclusa l'aggravante del metodo mafioso). Di Lauro sta scontando tre ergastoli al 41 bis presso la Casa Circondariale dell'Aquila.

## Nella cultura di massa
Roberto Saviano, autore del romanzo Gomorra e sceneggiatore della serie televisiva Gomorra - La serie, ha dichiarato in numerose occasioni che la figura del personaggio "Pietro Savastano" è liberamente ispirata a quella di Paolo Di Lauro.